# Račica, Sevnica
Račica este o localitate din comuna Sevnica, Slovenia, cu o populație de 207 locuitori.